# FileNet
FileNet war ein 1982 in Costa Mesa (CA), USA gegründeter Hard- und Softwarehersteller, dessen ursprüngliches Ziel die Entwicklung und der Verkauf von optischen Speichertechnologien war und zuletzt mit seinem Produkt FileNet P8 die Marktführerschaft im Bereich Enterprise Content Management innehatte. In Deutschland begann FileNet seine Geschäftstätigkeit bereits im Jahr 1988.
Das Unternehmen erweiterte im Laufe der Zeit mehrmals seine strategische Ausrichtung, so beispielsweise Anfang der 1990er Jahre von der Hardware- zur Softwareentwicklung, um dem sich ändernden Marktumfeld gerecht zu werden. Der technologische Fortschritt verlangte ab diesem Zeitpunkt keine speziell auf die Software zugeschnittene Hardware mehr, so dass FileNet die Hardwareproduktion einstellte und sich nur noch auf die Entwicklung von Software im Bereich des Dokumentenmanagements konzentrierte.
Seit der Gründung haben sich weltweit über 4000 Unternehmen, darunter mehr als drei Viertel der Fortune 100, für eine FileNet basierte Lösung für das Management ihrer Unternehmens-Inhalte und -Prozesse entschieden.
Im August 2006 wurde FileNet schließlich von IBM im Rahmen seiner Information on Demand (IoD) Initiative für 1,6 Mrd. Dollar übernommen.

## Geschichte

### Die 1980er Jahre
FileNet wurde 1982 in Costa Mesa (CA), USA von Ted Smith und Edward Miller gegründet, um papierintensiven Unternehmen wie Banken und Versicherungen eine Technologie für die Speicherung und Weiterverwendung von Dokumenten zu bieten. Schon damals sahen sich viele Unternehmen mit dem Problem konfrontiert, rechtskonforme Kopien von Dokumenten wie Gehaltsabrechnungen, Personalakten und Rechnungen zu verwalten. Diese Dokumente mussten als Bilddateien archiviert werden, da beispielsweise Unterschriften bei einer rein textbasierten IT-Lösung verloren gehen würden. Bilddateien benötigten damals jedoch mehr Speicherplatz als auf den üblichen Rechnern zur Verfügung stand, so dass viele Unternehmen die Archivierung entweder auf die Verwaltung von physischen Kopien beschränkte oder die Mikroverfilmung zur Archivierung von geschäftsrelevanten Dokumenten nutzten. Da diese Form der Ablage jedoch mit keiner Digitalisierung einhergeht, gab es keine Möglichkeit, die Dokumente in die rechnergestützten Systeme der Unternehmen zu integrieren. An dieser Stelle erkannten Smith und Miller das Potential optischer Speichertechnologien, die es erlaubten, die Produktivität papierintensiver Unternehmen zu erhöhen und solche Dokumente elektronisch untereinander auszutauschen.
FileNet lieferte unter anderem Hardware, die in der Lage war, bis zu 200 optische Speicherdisketten zu verwalten (JukeBox). Weiterhin wurden speziell für FileNet gebaute Scanner sowie Drucker verkauft, um Informationen vom Bildschirm wieder auf Papier zu bringen. Die Software WorkFlo erlaubte die Bedienung der Hardware, insbesondere der Jukebox und das Anzeigen der Dokumente. Im Laufe der Zeit entwickelte sich WorkFlo von einer Software zur Anzeige von Dokumenten hin zu einem strukturierten Tool, das die Regulierung des Dokumentenflusses in Unternehmen erlaubte. In diesem Zusammenhang entwickelte sich der Begriff „Workflow“ beschreibend für dieses Konzept. Dieser Begriff wurde dann auch rasch von konkurrierenden Softwareherstellern adaptiert.

### Die 1990er Jahre
Im Jahr 1991 stellte FileNet eine neue Version von WorkFlo vor, die auf den graphischen Betriebssystemen von Microsoft lauffähig war. Ab diesem Zeitpunkt konnte die Software zwar auch auf Computern betrieben werden, die nicht von FileNet bereitgestellt wurde, jedoch mussten Kunden weiterhin die eigens hergestellten Scanner kaufen. Dieser Umstand wurde mehr und mehr zu einem Hindernis, da viele Mitbewerber Systeme anboten, die den Kunden die Möglichkeit gaben, ihre vorhandene Hardware weiterzuverwenden oder von einem beliebigen Hersteller preiswerter zu beziehen. Daher stellte FileNet im Jahr 1992 einen Großteil seiner Hardwareherstellung ein und konzentrierte sich fortan auf die Softwareerstellung im Bereich des Enterprise Content Management.
Anfang 1998 stellte FileNet Panagon als eine Sammlung integrierter Dokumentenmanagement und Workflow Produkte vor. Um das Jahr 2000 war das einfache Archivieren von Dokumenten längst keine attraktive Neuheit, so dass Panagon bereits damals einige Internet Funktionalitäten bereitstellte (wie z. B. FileNet Web Services). Die Verwendung von FileNet Produkten wurde nun auch für andere Bereiche, beispielsweise eCommerce attraktiv, wo Dokumente oft ausschließlich elektronisch vorliegen und mit Hilfe elektronischer Unterschriften signiert werden.

### Nach der Jahrtausendwende
Durch die alleinige Fokussierung auf die Softwareerstellung und das sich wieder ändernde Marktumfeld, hervorgerufen durch den stetig wachsenden Einfluss des Internets auf diese Geschäftswelt, wurde eine breitere Aufstellung von FileNet unumgänglich. In diesem Zusammenhang folgten Zukäufe von verschiedenen Softwarehäusern, da die Eigenentwicklung nicht mehr alleine zu tragen war:
- 2002 übernahm FileNet Bethesda, einen Anbieter im Bereich Web-Content-Management
- 2003 übernahm FileNet Shana mit dem Ziel eForms Funktionalitäten hinzuzufügen.
- 2005 übernahm FileNet Yaletown Technology Group um die Fähigkeit auszubauen, verschiedene Content Typen mit Email Manager und Records Crawler zu behandeln.

Im Jahr 2003 vollzog FileNet seine bis dato größte Marktveröffentlichung. Die FileNet P8 Architecture wurde zunächst für den US-amerikanischen Markt entwickelt und bestand aus Komponenten, die die verschiedenen Bereiche Geschäftsprozess Management, Records Management, Dokumenten Management, Web-Content-Management und Image Management abdeckten.
Schließlich wurde FileNet Ende 2006 von IBM im Rahmen seiner Information on Demand Initiative für $1,6 Milliarden ($35/Aktie) übernommen.

### Übernahme von FileNet durch IBM
Die Übernahme von FileNet durch IBM war seitens der IBM wie folgt motiviert:

„[...]
1. FileNets unbestrittene Führung bei dokumentenzentrischen Business Process Management Suites (BPMS) schließt bei IBM eine riesige Lücke.
2. Die Content (Management) Angebote beider Unternehmen schließen Lücken in beiden Portfolien.
3. FileNet bringt ein versiertes Compliance Framework mit.
4. IBM kann ihre Vision besser vorantreiben, durch die Integration von BPMS, Enterprise Content Management und Collaboration – alles unterstützt durch ihre serviceorientierte Architektur (SOA) – Menschen, Prozesse und Informationen effektiver und effizienter zusammenzubringen. Darüber hinaus hat IBM ihre Hauptwettbewerber aus dem Konzept gebracht und sich FileNet gesichert, gerade dann, als sich immer mehr Anbieter ihre nächsten Schritte hin zu ECM und BPMS überlegen.“

## IBM FileNet Enterprise Reference Architecture
Mit der Enterprise Reference Architecture bietet IBM ein Framework von unternehmensweit skalierbaren Software-Services und anderen technischen Informationen, das als Leitfaden für die IT-Planung, Bereitstellung, Implementierung, Upgrade und Wartung dient. Auf diese Weise können Kunden IBM FileNet-basierte Lösungen entwickeln und Integrationspunkte zu Technologiestandards identifizieren, die bereits im Unternehmen vorhanden sind.
IBM FileNet bietet eine breite Unterstützung für Plattformen zahlreicher Hersteller, darunter:
Benutzerschnittstellen und Desktop-Anwendungen
- Microsoft Office inkl. Microsoft Outlook
- Lotus Notes
- JSR 168 konforme Portal Frameworks

Unternehmensanwendungen
- SAP
- Siebel

Single-Sign-On Produkte
- Computer Associates eTrust SiteMinder (ehm. Netegrity SiteMinder)
- IBM Tivoli Access Manager

Compliance Storage Subsysteme von
- EMC
- Hitachi Data Systems
- Network Appliance

Hochverfügbarkeits- und Disaster Recovery-Lösungen von
- VERITAS
- HP
- Network Appliance
- IBM
- SunGard
- Microsoft
- Sun
- Oracle
- EMC

Betriebssysteme
- Microsoft Windows
- Sun Solaris
- IBM AIX
- HP-UX
- Linux

Datenbanken
- IBM DB2
- Microsoft SQL Server
- Oracle

Directory Services
- Microsoft Active Directory
- Novelle Directory
- Sun Java System

J2EE Application Server
- Oracle Weblogic
- IBM WebSphere
- JBoss

Browser
- Microsoft Internet Explorer
- Mozilla Firefox

Entwicklung
- Java
- COM
- XML Web Services

## IBM FileNet P8 Software

### Eine integrierte Plattform für Content, Process und Compliance
IBM FileNet P8 basiert auf den drei wesentlichen Funktionspfeilern Content, Process und Compliance. Diese Funktionalitäten sollen Unternehmen eine einfache Bereitstellung von Inhalten, eine schnellere Entscheidungsfindung und die Einhaltung rechtlicher Rahmenbedingungen ermöglichen.

#### Content
Die Informationen, die zur Entscheidungsfindung notwendig sind, liegen in unterschiedlichen Formen im ganzen Unternehmen verstreut vor. Neben Kunden-, Finanz- und Produktdaten gehören dazu beispielsweise gescannte Bilder, Web Seiten, Videodateien, E-Mails, Dokumente sowie ganze Akten und Vorgänge. Diese werden an unterschiedlichen Standorten, in unterschiedlichen Unternehmenseinheiten oder gar innerhalb verschiedener Zeitzonen verwaltet.

#### Process
Das Geschäftsprozessmanagement, also die Abbildung, Entwicklung und Verbesserung von Geschäftsprozessen wird umso interessanter, je komplexer eine Organisation aufgebaut ist. Klassische Anwender von Geschäftsprozessmanagement Lösungen sind insbesondere große Bank- und Versicherungshäuser, denn dort existieren viele informationszentrierte und sich wiederholende Abläufe.

#### Compliance
Vielfältige branchenspezifische Vorschriften hinsichtlich der Unternehmensführung sowie Anforderungen an die Einhaltung von Unternehmensrichtlinien und gesetzlichen Bestimmungen zur Archivierung von geschäftsrelevanten Dokumenten stellen für viele Unternehmen eine Herausforderung dar. Um diesen Anforderungen gerecht zu werden, benötigen sie eine Compliance-Plattform, mit der sie die Kosten für die Einhaltung von Unternehmensrichtlinien senken, Risiken reduzieren und die Reaktionsfähigkeit auf gesetzliche und verwaltungstechnische Vorgaben verbessern können. Hier geht es um Content oder Information Lifecycle Management (ILM), das auf geschäftlichen Anforderungen – und nicht primär Speicheranforderungen – basiert.

#### Active Content
Inhalte, Dokumente sind nach dem neuen Paradigma nicht mehr nur passive Inhaltsobjekte, sondern ereignissensitive, aktive Inhalte, die von sich aus Aktionen bzw. Prozesse auslösen können. Durch Inhalte verschiedenster Quellen und deren Statusänderungen werden Prozesse angestoßen und ausgeführt, Informationen mit anderen Anwendungen ausgetauscht und verknüpft. So können Kunden, Mitarbeiter und Partner mit minimalem Aufwand in kürzester Zeit Aufträge erteilen, Waren liefern, Anträge genehmigen und anderes mehr.
Active Content umschreibt die intelligente Verbindung geschäftskritischer Inhalte mit Ereignissen, die Geschäftsprozesse auslösen – über Anwendungs- und Unternehmensgrenzen hinweg.

### Liste der IBM FileNet P8 Softwarekomponenten
| Produktfamilie    | Produktuntergruppe      | Produktname                     |
| Capture - Legacy  | FileNet Capture         | FileNet Capture                 |
| Content - FNCM    | FileNet Content Manager | FileNet Content Manager         |
| Content - FNCM    | FileNet Imaging         | FileNet Utilities               |
| Content - FNCM    | FileNet Connectors      | FileNet Storage Connectors      |
| Content - FNCM    | FileNet Other           | FileNet System Monitor          |
| Content - ILG     | FileNet Records Manager | FileNet Records Manager         |
| Content - Legacy  | FileNet Imaging         | FileNet Image Services          |
| Content - Legacy  | FileNet Imaging         | FileNet Image Manager Active Ed |
| Content - Legacy  | FileNet Capture         | FileNet Remote Capture Services |
| Content - Legacy  | FileNet Imaging         | FileNet Print                   |
| Content - Legacy  | FileNet Other           | FileNet Document Publisher      |
| Workflow - Legacy | FileNet Forms           | FileNet eForms                  |

### FileNet P8 Versionshistorie
| Version | Veröffentlichungsdatum | Eigentümer |
| ------- | ---------------------- | ---------- |
| 3.5.x   | Dec 21, 2005           | FileNet    |
| 4.0.x   | Mar 15, 2007           | IBM        |
| 4.5.x   | Dec 12, 2008           | IBM        |
| 5.0.x   | Dec 16, 2010           | IBM        |
| 5.1.x   | Aug 26, 2011           | IBM        |
| 5.2.0   | Apr 12, 2013           | IBM        |
| 5.2.1   | Oct 28, 2014           | IBM        |
| 5.5.0   | Dec 7, 2017            | IBM        |
| 5.5.1   | Jun 28, 2018           | IBM        |
| 5.5.2   | Dec 13, 2018           | IBM        |
| 5.5.3   | June 01, 2019          | IBM        |
| 5.5.4   | Dec 10, 2019           | IBM        |
| 5.5.5   | June 06, 2020          | IBM        |